# 當時的某人
《當時的某人》是日本作家東野圭吾的短篇推理小說集。2011年光文社出版。

## 出版書籍
| 出版社   | 出版日期      | 格式   | 頁數  | ISBN                   | 譯者   |
| -------- | ------------- | ------ | ----- | ---------------------- | ------ |
| 光文社   | 2011年1月12日 | 文庫版 |       | ISBN 978-433-474-897-5 | 不適用 |
| 獨步文化 | 2018年1月     | 平裝書 | 266頁 | ISBN 978-986-957-243-9 | 劉姿君 |

## 故事簡介&登場人物

### 謎中謎
- 原題：

津田彌生的男朋友陳屍在住處，在屍體旁邊留下了像是「A」的文字。還沒弄清楚發生什麼事，又被捲入富豪的遺囑風波。
登場人物
- 津田 彌生（Tsuda Yayoi）

死者北澤孝典的女友。英法口譯。
- 北澤 孝典（Kitazawa Takanori）

在住處遭到殺害。在高級俱樂部擔任高爾夫教練。
- 中瀬 公次郎（Nakase kojirou）

中瀬興產的社長。病重陷入昏迷。
- 中瀬 雅之（Nakase Masayuki）

公次郎的長男。中瀬興產的董事。
- 中瀬 弘惠（Nakase Hiroe）

公次郎的長女。
- 龜田（Kameda）

幸次郎的秘書。
- 尾藤 茂久（Bidou Shigehisa）

北澤的大學同學。暗自調查北澤的死因。
- 畠山 清美（Hatakeyama Kiyomi）

公次郎的私生女。
- 畠山 芳江（Hatakeyama Yoshie）

公次郎外遇的對象。清美的母親。
- 森本（Morimoto）

調查北澤命案的刑警。

### REIKO與玲子
- 原題：

雨夜中，律師淺野葉子好心收留一個迷路的少女，卻發現她可能是殺人案的兇手。
登場人物
- 淺野葉子

律師。收留迷路的少女。
- 藤川真一

葉子的男友。
- 山下玲子

失去記憶的迷路少女。前村命案的嫌疑犯。
- 市原早苗

補習班英文老師。玲子的鄰居。
- 前村哲也

死者。
- 前村加津子

死者的妻子。分居中，正協調離婚。
- 福澤幸雄

補習班的行政人員。玲子的同事。
- 今西

刑警。

### 重生術
- 原題：

### 再見，「爸爸」
- 原題：

長篇小說《秘密》的原型小說。
登場人物
- 杉本平介

本篇主人公。
- 杉本暢子

平介的妻子。因墜機事故死去，靈魂轉移到女兒加奈江的身上
- 杉本加奈江

平介的女兒。
- 吉永幸雄

加奈江的結婚對象。

### 名偵探退場
- 原題：

### 女人與老虎
- 原題：

傳統的刑罰，兩道門選擇一個，是美女還是吃人的老虎？如今真之介卻遇上的三道門的選擇……
登場人物
- 真之介

主人公。
- 獄卒

- 阿獵

大人的小妾。給予主人公提示。

### 好想死，不想睡
- 原題：

### 第二十年的約定
- 原題：

## 電視劇
2012年7月於富士電視台木曜劇場於晚上10點播放，標題為「東野圭吾 懸疑故事」。該戲劇共有十一集，取材自東野圭吾的小說《沒有兇手的殺人夜》、《怪人們》、《當時的某人》，其中四個單元劇改編自本作收錄的短篇故事。
玲子與Reiko
- 播放日期：2012年7月26日
- 主演：

- 淺野葉子：觀月亞里沙
- 藤川伸一：吉田榮作
- 山下玲子：大野絲

謎中謎
- 播放日期：2012年8月16日
- 主演：

- 青山彌生：長澤雅美
- 尾藤茂久／秋山祐一：安藤政信
- 北澤孝典：妻夫木聰

第二十年的約定
- 播放日期：2012年9月13日
- 主演：

- 山岡亞沙子：篠原涼子
- 村上照彥：田邊誠一

重生術
- 播放日期：2012年9月20日
- 主演：

- 中尾章代：鈴木京香
- 根岸峰和：小澤征悅

## 外部連結
- （日語）https://www.kobunsha.com/shelf/book/isbn/9784334748975 （页面存档备份，存于）
- https://www.books.com.tw/products/0010774373 （页面存档备份，存于）